# Auxa gibbicollis
Auxa gibbicollis är en skalbaggsart som beskrevs av Leon Fairmaire 1902. Auxa gibbicollis ingår i släktet Auxa och familjen långhorningar.
Artens utbredningsområde är Madagaskar. Inga underarter finns listade.